# Lagoa das Éguas
Lagoa das Éguas Norte (portugiesisch ‚nördlicher Stutensee‘) ist ein See in Portugal auf der Azoren-Insel São Miguel im Kreis Ponta Delgada. Der See liegt in der Serra Devassa auf etwa 830 m Höhe über dem Meeresspiegel. Er ist der nördlichere von zwei Seen auf dem Pico das Éguas (873 m), der höchsten Erhebung des Westens von São Miguel. Seine Fläche beträgt etwa 0,3 ha, sein Wasser ist eutroph. In den Landkarten wird er meist nur als Lagoa das Éguas bezeichnet.
Der andere See liegt etwa 150 Meter weiter im Süden und heißt entsprechend Lagoa das Éguas Sul. Er  ist fast kreisrund und hat einen Durchmesser von etwas mehr als 50 Metern, bei einer Fläche von ebenfalls 0,3 ha. Sein Phosphorgehalt ist so hoch, dass der See ebenfalls als eutroph gilt.